# República Federal Soviètica de Transcaucàsia
La República Federal Soviètica de Transcaucàsia fou un estat nominalment independent que va existir entre el 12 de març de 1922 al 30 de desembre de 1922.
La van formar Abkhàzia, l'Azerbaidjan, Armènia i Geòrgia el 12 de març de 1922. La Constitució formal es va verificar el 12 d'abril de 1922.
El 12 de desembre de 1922 es va crear la República Socialista Federativa Soviètica de Transcaucàsia, que va ingressar a la Unió Soviètica el 30 de desembre següent, com una de les entitats constituents de la Unió.